# Hjeltefjorden
Hjeltefjorden es un fiordo en Hordaland en Noruega. Su nombre se deriva de Hjaltland, el nombre en nórdico antiguo de «Shetland» (las rutas hacia las islas Shetland recorrieron Hjeltefjorden). Se trata de una vía principal en Bergen, y se extiende, desde Fedje, en el norte, hasta Byfjorden, en el sur. El fiordo está delimitado, al oeste, por los fiordos de Øygarden y Sotra, y, al este, por los fiordos de Radøy, Holsnøy, Herdla y Askøy.
El 16 de mayo de 1808 fue el sitio de la fase final de la batalla de Alvøen, entre Dinamarca-Noruega y el Reino Unido.
- Datos: Q3357180
- Multimedia: Hjeltefjorden / Q3357180